# Decimaltid
Decimaltid, decimal tid, syftar på ett tidsmått baserat på decimala talsystemet. Oftast avses ett system med anor från franska revolutionen, med dygnet indelat i 10 decimaltimmar à vardera 100 decimalminuter, à vardera 100 decimalsekunder. Eftersom det då går 100 000 decimalsekunder på ett dygn, att jämföra med 86 400 vanliga sekunder, blir en decimalsekund något kortare: den motsvarar 0,864 vanliga sekunder. Systemet som den vanliga klockan bygger på, med 24 timmar, 60 minuter och 60 sekunder, är sexagesimalt.

## Beskrivning och användning
Den generella tanken med decimaltid är att det ska vara lätt att räkna. Till exempel: 
Ett experiment tar 57 362 sekunder. För de flesta är det inte helt enkelt att uppskatta hur många timmar det motsvarar. Ett experiment som tar 57 362 decimalsekunder kan man däremot direkt se hur lång tid det tar, nämligen 5,7362 decimaltimmar.
Decimaltid används inte i någon större omfattning utanför programmeringssammanhang. Det finns dock ett par webbplatser där man kan hämta en decimaltidsklocka till datorn.
Excel och flera andra kalkylprogram använder decimaltid med dygnet som bas, så att midnatt är heltal och exempelvis 0,25 är klockan 06.00. I Microsofts tideräkning motsvarar talet 1 klockan 00.00 den 1 januari 1900, medan Macintosh börjar med 1 som klockan 00.00 den 2 januari 1904. Därför kan man stöta på värden i stil med "42 103" för ett datum år 2015, ifall värdets talformat inte är inställt på att visa år-månad-dag. Av delvis samma anledning kan inget av systemen hantera datum före 1900-talet.[källa behövs]
Flera programmeringsspråk, exempelvis C och Unix, utgår från sekunder som grundenhet när de hanterar tid och datum, så kallad Unixtid.

## Historik

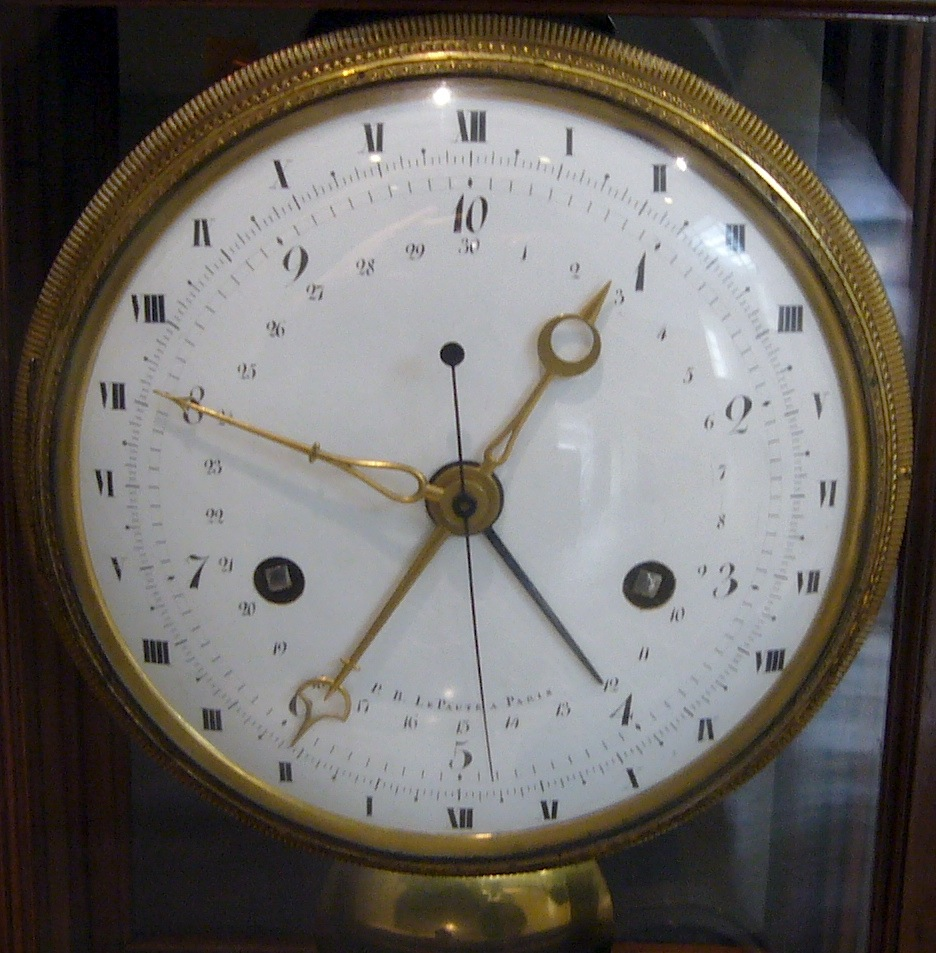
Fransk urtavla med decimaltid.

### Egypten
Enligt egyptisk mytologi var det guden Thot som uppfann 365-dagarskalendern. I forntida Egypten delades dygnet in i 10 enheter med 100 underenheter. Underenheterna indelades i sin tur i ytterligare 100 enheter, så att ett dygn fick 100 000 takter. Dessutom var varje egyptisk månad uppdelad på tre perioder om 10 dygn vardera.

### Kina
I Kina användes under ett par tusen år decimal dygnstid, ofta tillsammans med duodecimal tidmätning. Dygnet var uppdelat på 100 ke (刻; pinyin: kè), en enhet som alltså skulle kunna kallas för centidygn. En ke motsvarade då 14,4 minuter, men fastställdes på 1600-talet under västerländskt inflytande till exakt 15 minuter. Därmed rymdes bara 96 ke per dygn.

### Frankrike
Decimaltid introducerades 5 oktober 1793 under Franska revolutionen. Den övergavs igen redan 1795 genom den lag som introducerade metersystemet. Hela revolutionskalendern togs sedan ur bruk i januari 1806, på grund av fortsatt bristande folklig acceptans för de nya ovana enheterna.
De franska revolutionärerna synes ha inspirerats av de gamla egyptierna och delat dygnet i 10 decimaltimmar, eller 1 000 decimalminuter, eller 100 000 decimalsekunder. Både "timmar" och "minuter" avvek då förstås starkt från traditionella timmar och minuter. Dekretet av den 24 november 1793 löd:
XI. “Le jour, de minuit à minuit, est divisé en dix parties ou heures, chaque partie en dix autres, ainsi de suite jusqu’à la plus petite portion commensurable de la durée”.
Detta säger bara att dagen ska delas i tio delar, timmar, vilka i sin tur delas i ytterligare 10 och så vidare så långt man behöver.
De franska jesuiternas kunskap om det kinesiska dygnet bestående av 100 ke-kvartar (som jesuiterna var med om att avskaffa) gick troligen revolutionärerna förbi. Däremot använde den franska decimaltiden en tiondels decimaltimme, kallad décime, vilket alltså är samma tidsrymd: ett hundradels dygn.

## Konsekvenser
Även om viss decimaltid alltså är praktiskt för datorer finns två stora hinder för brett genomförande. Dels det omstörtande ingreppet att omdefiniera mängder av fysikaliska enheter efter en ny längd på sekunden. Dels att det babyloniska systemet med 24*60*60 redan mycket bättre uppfyller den viktiga kulturella funktionen att erbjuda språkliga mätverktyg för tid i flera olika skalor.
Den kulturella aspekten handlar inte bara om vanans makt. Till skillnad från massa, där det bara handlar om att vänja om sig och börja räkna med kilogram och milligram i stället för skålpund, så kräver en begriplig tillvaro både långa och korta tidsrymder som grundläggande referenspunkter. Det finns en poäng att ha flera olika enheter. Eftersom dygnet och sekunden skiljer sig åt i storleksordningen 100 000 behöver tusentalsstegen dessutom ändå kompletteras med mellanprefix som deka-, hekto-, centi- och deci-, vilket imiterar den röra som decimaltid kunde vara tänkt att avskaffa. Även med nya enheter skulle man behöva diskutera samma saker, om så en decimalsekund kallas 10 µd (mikrodygn) eller om ett dygn heter 100 ks (kilosekunder) och en tiodagarsvecka 1 Ms.

## I populärkulturen
Decimaltid dyker upp i science fiction-berättelser från tid till annan. I romanen A Deepness in the Sky av trefaldige Hugovinnaren Vernor Vinge, tecknas den rymdfarande Qeng Ho-kulturen som användare av SI-enheter som ks och Ms för att mäta alla tidsintervall. Romanen Accelerando av Charles Stross har flera tillfällen, när enheter som ks, Ms och Ma (megaannus, miljoner år) kommer till användning.
I TV-serien The Simpsons har rektor Skinner i avsnittet "They Saved Lisa's Brain" repliken: "Tack vare att staden är under Mensas styre, så går tågen inte bara i tid, de går i decimaltid."